# The World (film)
Pour les articles homonymes, voir The World.
Pour plus de détails, voir Fiche technique et Distribution.
The World (en chinois : 世界 ; pinyin : Shìjiè) est un film chinois réalisé par Jia Zhangke, sorti le 8 juin 2005.

## Synopsis
Tao gagne sa vie en étant danseuse au parc d'attractions The World. C'est un vaste espace composé de répliques des monuments célèbres du monde entier. Le petit ami de Tao y travaille également, comme gardien. Il semble également être attiré par Qun, une styliste dont le mari a émigré en France…

## Fiche technique
- Titre : The World
- Titre original : 世界, Shìjiè
- Réalisation : Jia Zhangke
- Scénario : Jia Zhangke
- Production : Office Kitano, Lumens Films et Xstream Pictures
- Musique : Lim Giong
- Photographie : Yu Lik-wai
- Montage : Kong Jing Lei
- Décors : Wu Li-zhong
- Pays d'origine :  Chine,  Japon et  France
- Langue : chinois
- Format : Couleurs - 2,35:1 - Dolby Digital - 35 mm
- Genre : Drame
- Durée : 133 minutes
- Date de sortie : 8 juin 2005

## Distribution
- Zhao Tao : Tao
- Chen Taisheng : Taisheng
- Jue Jing : Wei
- Jiang Zhong-wei : Niu
- Wang Yi-qun : Qun
- Wang Hongwei : Sanlai
- Jing Dong Liang : L'ex petit ami de Tao
- Shuai Ji : Erxiao
- Wan Xiang : Youyou
- Alla Shcherbakova : Anna

## Production
Le film est tourné dans un contexte de libéralisation du cinéma chinois :  alors que cet art était auparavant « considéré comme un outil de propagande idéologique primordial du gouvernement », il est alors vu comme une « industrie. » Les interdictions de filmer pour les cinéastes sont levées et ils peuvent « négocier avec la censure. » Ressentant aussi la nécessité de « changer de style », Jia Zhangke, dont les trois premiers films n'avaient pu sortir en Chine, choisit de réaliser The World qui est un film plus « accessible » que ses œuvres précédentes.
Le film s'inspire de l'expérience de l'actrice principale, Zhao Tao, qui a travaillé dans un parc d'attractions.
Après sa projection à la Mostra de Venise 2004, le film est remonté pour gagner en rythme, le réalisateur jugeant qu'il n'a pas eu assez de temps pour le terminer avant le festival.

## Distinctions
- Mostra de Venise 2004 : sélection en compétition
- Festival international des cinémas d'Asie de Vesoul 2005 : Grand prix du jury